# CGP-39653
CGP-39653 je antagonist NMDA receptora.